# Šumice (district de Brno-Campagne)
Pour les articles homonymes, voir Šumice.
Šumice (en allemand : Schömitz) est une commune du district de Brno-Campagne, dans la région de Moravie-du-Sud, en République tchèque. Sa population s'élevait à 282 habitants en 2020.

## Géographie
Šumice se trouve à 7 km à l'ouest-nord-ouest de Pohořelice, à 26 km au sud-sud-ouest de Brno et à 189 km au sud-est de Prague.
La commune est limitée par Kubšice au nord-ouest, par Loděnice au nord-est, par Cvrčovice à l'est, par Pohořelice au sud-est, par Branišovice au sud-ouest et à l'ouest, et par Olbramovice à l'ouest.

## Histoire
La première mention écrite de la localité date de 1365.